# Racey McMath
Racey James McMath (New Orleans, 14 giugno 1999) è un giocatore di football americano statunitense che milita nel ruolo di wide receiver per gli Indianapolis Colts della National Football League (NFL).

## Carriera

### Tennessee Titans
McMath al college giocò a football a LSU vincendo il campionato NCAA nel 2019. Fu scelto nel corso del sesto giro (205º assoluto) nel Draft NFL 2021 dai Tennessee Titans. Nella sua stagione da rookie disputò 9 partite, nessuna delle quali come titolare, con 2 ricezioni per 8 yard.

### Indianapolis Colts
Il 31 agosto 2023 McMath firmò con la squadra di allenamento degli Indianapolis Colts.